# Союз-Виктан
Группа компаний «Союз-Виктан» — украинская компания, до 2009 года крупнейший в стране производитель спиртных напитков. Штаб-квартира — в Киеве.
В результате экономического кризиса компания столкнулась с серьёзными трудностями, приведшими, в том числе, к затруднениям в обслуживании ранее полученных банковских кредитов. Общая задолженность компании на конец 2009 года составляла около $170-200 млн. В результате в ноябре 2009 года суд Киева принял решение о банкротстве важнейшей дочерней компании группы на Украине — ООО «Союз-Виктан Лтд», в конце декабря группа объявила о подаче в российский суд заявления о банкротстве российской дочерней компании группы — ЗАО «Союз-Виктан». Для покрытия долгов предполагается продать заводы в Рузе, Лыткарине, а также в Симферополе. При этом стало известно, что незадолго до банкротства основные торговые марки, принадлежавшие «Союз-Виктану», сменили владельца.

## История
Название «Виктан» происходит от имен Виктор и Андрей (Виктор Удовенко и Андрей Охлопков, основатели компании).
Собственники и руководство
Основной акционер компании — её председатель совета директоров Андрей Охлопков. Совладельцы — институциональные инвесторы, в том числе ING Bank и инвестиционный фонд Ukraine Opportunity Trust (находится под управлением Fabien Pictet & Partners).

## Деятельность
«Союз-Виктан» владел заводами в Симферополе (Украина), Рузе и Лыткарине (оба — в Московской области России). Компания выпускала водку «Союз-Виктан», «Союз-Виктан на березовых бруньках», Medoff, настойки, игристые вина, слабоалкогольные коктейли «Лонгер» и минеральную воду «Неаполис». У компании имелись офисы в Нью-Йорке (США), Москве (Россия)

### Показатели деятельности
В 2005 году компания выпустила более 10 млн дал ликёроводочной продукции на $420 млн, $186 млн из которых пришлось на Россию.
В 2008 году ГК «Союз-Виктан» реализовала 10 млн 850 тыс. дал алкогольной продукции (в 2007 — 8 млн 468 тыс. дал, рост 28 %). Продукции продано на сумму 15 млрд 45 млн рублей (рост объема продаж — 44 %, по сравнению с 2007 годом, 10 млрд 73 млн рублей). В том числе в России за 2008 год ГК «Союз-Виктан» было реализовано 3 млн 500 тыс. дал продукции на сумму 5 млрд 547 млн рублей (рост — 51 %, 2 млн 319 тыс. дал продукции на сумму 3 млрд 823 млн рублей в 2007). 
В 2006 году по общему объему продаж спиртных напитков, реализованных под брендами SV и Medoff, компания вышла на второе место в мире. По этому показателю «Союз-Виктан» уступал лишь Diageo (торговая марка Smirnoff).